# آسمان بلند (فیلم ۱۹۲۲)
آسمان بلند (به انگلیسی: Sky High) فیلمی ۱۰۰ دقیقه‌ای به کارگردانی لین رینولدز با بازی تام میکس و ایوا نواک است.